# Душан Николић
Душан Николић (Панчево, 1962) редовни је професор Правног факултета Универзитета у Новом Саду

## Образовање
Дипломирао је 1986. године на Правном факултету Универзитета у Новом Саду.

На истом факултету је 1990. године завршио последипломске магистарске студије (магистарска теза: Правно нормирање и заштита кибернетских функција).

Докторирао је са одликом (summa cum laude) 1994. године на Правном факултету Универзитета у Београду (докторска дисертација: Појам грађанскоправне санкције).

## Радна места
На Правном факултету Универзитета у Новом Саду, на основним студијама држи наставу из наставних предмета Увод у грађанско право (од 1995) и Стварно право (од 1995). Од 1995. до 2000. године поверавана му је настава из наставног предмета Облигационо право.
На докторским студијама држи наставу из следећих наставних предмета: Систем приватног права (од 2008); Приватно право у Европској унији (од 2008) и Право урбанизма, архитектуре и грађевинарства (од 2008).

## Чланство у организацијама и телима
Активно је учествовао у раду више националних и међународних организација и удружења. Био је: координатор организације Младих истраживача Војводине (1986-1988); члан Председништва Југословенског удружења за медицинско право (1997-1999); члан управног одбора Мреже универзитета централне и источне Европе, са седиштем у Венецији (2003-2005). Члан је: Међународне академије за упоредно право, са седиштем у Паризу, (од 2007); Комисије за животну средину и енергију Међународне трговинске коморе, са седиштем у Паризу (од 2007); Председништва Удружења правника Србије (од 2011); Међународне академске асоцијације за просторно планирање, право и својинске односе (од 2012) и Светског удружења за мешовите правне системе (од 2015). Почасни је потпредседник Међународне асоцијације за спортско право, са седиштем у Атини (од 2008) и пуноправни члан Европског правног института, са седиштем у Бечу (од 2014). Члан је управног одбора UNIADRION групе универзитета, са седиштем у Анкони (од 2016) и члан Српског научног друштва (од 2017).
Био је члан више научних и стручних тела Републике Србије: Комисије за акредитацију високошколских установа (2003); Радне групе за израду Нацрта Законика о праву својине и другим стварним правима (2005-2009); Националног научног савета при Министарству за животну средину (2008-2010); Националног савета за високо образовање (2011-2014; 2015): радне групе при министарству просвете, науке и технолошког развоја Србије за израду Нацрта Закона о науци и истраживањима (2018).
Учествовао је у креирању правне праксе као: судија Суда части при Регионалној привредној комори у Новом Саду (1996-1998) и судија Суда части при Привредној комори Србије (1998-2000). Такође је учествовао у решавању спорова пред Међународном трговинском арбитражом у својству изабраног арбитра. Више пута је био консултант Уставног суда Србије.
На Правном факултету Универзитета у Новом Саду обављао је следеће дужности: члан Наставнонаучног већа (више мандата); члан Савета (више мандата); вршилац дужности декана (2000); декан (2002-2004); председник Радне групе за припрему институције и студијских програма за акредитацију (2007); руководилац докторских студија (2008-2010).
На Универзитету у Новом Саду обављао је следеће дужности: члан Савета (више мандата); члан Сената (више мандата); члан Савета експерата за мултидисциплинарне студије; Председник Одбора за статутарна питања. Од 2015. до 2018. био је ректор Универзитета у Новом Саду.
Од 2016. до 2018. био је председник Заједнице државних универзитета Србије.
У Матици српској, најстаријој културној и научној институцији српског народа, био је члан Одбора за друштвене науке (од 2005 до 2008) и Генерални секретар (од 2008 до 2012).

## Научни рад
Као истраживач и гостујући професор боравио је на више универзитета и научних института у иностранству.
Учествовао је на многобројним научним конференцијама у земљи и иностранству. Поднео је националне реферате за Србију на светским конгресима за упоредно право у Утрехту (2006); Вашингтону (2010) и Бечу (2014). Као члан делегације Међународне трговинске коморе у Паризу учествовао је на више међународних скупова високог ранга у вези са одрживим развојем, климатским променама и заштитом животне средине, које су организовале Уједињене нације.
Активно је учествовао у обликовању периодике као: члан издавачког савета међународног часописа Transition Studies Review, Венеција - Беч (2003-2005); члан уређивачког одбора међународног часописа Sports Law Review, Атина (од 2006); оснивач и главни уредник међународног часописа European Lawyer Journal / Европски правник, Нови Сад (од 2006); члан научног савета часописа Analele Universitatii de vest din Timişoara – seria Drept, Темишвар, (од 2007); члан уредништва Зборника Матице српске за друштвене науке, Нови Сад, (2008-2010); члан издавачког савета часописа Revista de Dreptul Proprietatii Intelectuale, Букурешт (од 2008); члан уређивачког одбора међународног часописа Nova pravna revija, Сарајево, (од 2010); члан научног савета часописа Societas et iurisprudentia, Трнава, (од 2013) и члан научног савета часописа Forum Iuris Europaeum, Трнава, (od 2015).
Аутор је и коаутор 15 књига и око 200 других научних радова.
Био је руководилац више научних и развојних пројеката.
Према националним критеријумима научни рад професора Николића спада у највишу категорију у области друштвених наука (А1).

## Изабрана библиографија

### Књиге
1. Николић, Душан (1990). Право информација – Ка новој грани права. Народна Техника Војводине.
2. Николић, Душан (1995). Грађанскоправна санкција – генеза, еволуција и савремени појам. Нови Сад Центар за издавачку делатност Правног факултета у Новом Саду.
3. Николић, Душан (2017). Увод у систем грађанског права, XIV измењено и допуњено издање. Центар за издавачку делатност Правног факултета у Новом Саду.
4. Николић, Душан (2004). Хармонизација и унификација грађанског права – елементи за стратегију развоја правне регулативе. Центар за издавачку делатност Правног факултета у Новом Саду.
5. Nikolić, Dušan (2007). Tort Law – Serbia and Montenegro. Kluwer Law International, The Hague – London - Boston.
6. Nikolić, Dušan (2007). Elements of Judge-made Law in Serbian Legal System, poglavlje u knjizi: Precedent and Law, (editor: Ewoud Hondius). Bruyllant, Bruxelles.
7. Николић, Душан (2009). Основе права животне средине (уредник и коаутор: Душан Николић). Центар за издавачку делатност Правног факултета у Новом Саду.
8. Nikolić, Dušan (2010). Property Law in Serbia: Both Autonomous Legal Development and Legal Transplant, поглавље у књизи: Private Law in Eastern Europe. Autonomous Developments or Legal Transplants? (editors: Christa Jessel-Holst, Rainer Kulms, Alexander Trunk), Tubingen. Mohr Siebeck.
9. Nikolić, Dušan (2011). The relevance of the Austrian Civil Code of ABGB 1811 to the development of the Civil Law of the former Yugoslavia and today’s Serbian Civil Law, поглавље у књизи: 200 Jahre ABGB - Ausstrahlungen: Die Bedeutung der Kodifikation für andere Staaten und andere Rechtskulturen, (editors: M. Geistlinger, F. Harrer, R. Mosler, J. M. Rainer). Manz, Wien.
10. Nikolić, Dušan (2011). Private Law in Vojvodina in the First Half of the 20th Century: A Functional Model of a Mixed Legal System, In: Öffnung und Wandel - Die internationale Dimension des Rechts II, Herausgeber: Tomislav Boric; Brigitta Lurger; Peter Schwarzenegger; Bernd Terlitza. Wien, LexisNexis.
11. Nikolić, Dušan (2015). Independence and social influence of a meritorious legal elite in Serbia, поглавље у књизи: Fair Reflection of Society in Judicial System - A Comparative Study, (ed. Sophie Turenne), Edition: Ius Comparatum – Global Studies in Comparative Law. Springer, International publishing AG Switzerland.
12. Nikolić, Dušan (2014). Codification of Civil Law in Serbia: Historical experience and current projects, In: Liber amicorum Ján Lazar, (editors: Monika Jurčová et. al.). Trnava, Typi Universitatis Tyrnaviensis.